# Casa Timoteu Capella
La casa Timoteu Capella és un edifici situat al carrer del Call, 10 de Barcelona, catalogat com a bé cultural d'interès local.

## Història
El 1848, el comerciant Pau Capella i Cucurella va adquirir en emfiteusi una casa antiga al carrer del Call i va encarregar-ne l'enderroc i reconstrucció al mestre de cases Domènec Jovell pel preu fet de 11.500 lliures barcelonines, segons un projecte que no s'ha conservat. Poc després, va cedir el terreny com a dot al seu fill Timoteu Capella i Sabadell, que va pagar l'import acordat per les obres.

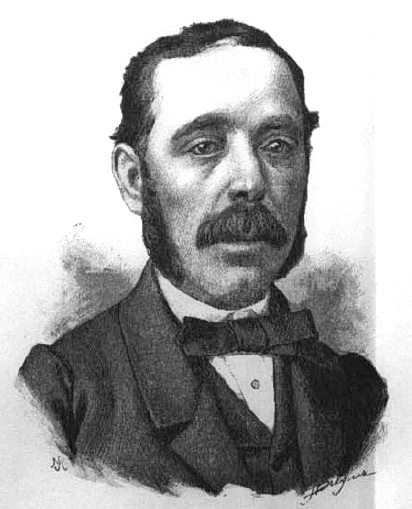
Retrat de Timoteu Capella i Sabadell

## Descripció
Immoble residencial format per baixos, entresol, pis principal i tres pisos més. Els baixos estan articulats per tres obertures en forma d'arc de mig punt. La central, més estreta, allotja la porta d'accés a l'edifici, mentre que les altres corresponen a locals comercials. Els arcs engloben les finestres corresponents a l'entresol. Pel que fa a la resta de pisos, presenten tres balcons cadascun.
Al pis principal, els balcons estan units per una barana contínua de ferro forjat. La llosana és sustentada per quatre mènsules. Cada balcó té una llinda decorada amb relleus que un gerro al mig i unes volutes als cantons. En el cas del primer pis, els balcons són individuals; els laterals tenen una llosana amb volada igualment sustentada per un parell de cartel·les (encara que més petites que les del nivell inferior), mentre que el balcó central té una llosana mínima. Com en el principal, la llinda dels balcons estarà decorada amb els mateixos relleus, circumstància que no es repetirà als altres nivells. Al segon pis, la disposició i forma dels balcons és idèntica a la descrita, mancant la decoració de la llinda. Al tercer pis tots els balcons tenen llosana.
La façana s'estructura en tres eixos verticals. Dels baixos arrenquen quatre franges verticals compostes per carreus de pedra, les quals es corresponen amb l'ordre gegant de pilastres que recorre la resta de la façana i que s'interromp just abans del tercer pis. Els seus fusts estan decorats amb relleus de terracota, conformats per un joc de volutes i, al centre, un petit medalló amb un cap inserit al seu interior. Els capitells jònics estan situats al final del segon pis, sostenint un entaulament sobre el qual descansen els balcons del tercer pis. El coronament s'efectua gràcies a una cornisa volada sustentada per un seguit de permòdols.